# Icon of the Seas
Icon of the Seas (с англ. — «Икона морей») — круизный корабль класса Icon, построенный для компании Royal Caribbean International. Ввод в эксплуатацию состоялся 27 января 2024 года с выходом в круиз из порта Майами. При валовой вместимости 248 663 тонн (GT) Icon of the Seas является самым большим круизным судном в мире.

## История строительства
В октябре 2016 года компании Royal Caribbean и Meyer Turku объявили о заказе на строительство двух судов под проектным названием «Icon». Поставка судов ожидается в третьем квартале 2023 года и в 2025 году. Суда будут классифицированы DNV.
В 2016 году Royal Caribbean подала заявку на регистрацию товарного знака «Icon of the Seas», который в то время предлагался как указание на название первого судна.
Заготовка стали для Icon of the Seas началась в июне 2021 года. В октябре 2021 г. компания Royal Caribbean объявила о том, что на заводе Neptun Werft в Ростоке (Германия) установлен первый резервуар для СПГ. В декабре 2021 г. плавучий блок машинного отделения, включая резервуары для СПГ, был отбуксирован в Турку (Финляндия). Закладка киля состоялась в апреле 2022 года. В мае 2022 г. Royal Caribbean подтвердила, что Icon of the Seas будет больше, чем класс Oasis.
19 июня 2023 г. Icon of the Seas вышел в море на первые ходовые испытания. 22 июня он вернулся на верфь Meyer Turku. На этом этапе будет проведена окончательная настройка систем судна, а также завершена отделка внутренних помещений. В ноябре 2023 года Icon of the Seas завершил ходовые испытания.
27 ноября 2023 года судно официально было передано компании Royal Caribbean Group и 29 ноября вышло в море и направилось в испанский порт Кадис для завершения строительства перед переходом в США в порт Майами.

## Конструкция
Судно Icon of the Seas работает на сжиженном природном газе (СПГ), его валовая вместимость составляет 250 800 регистровых тонн. На судне установлены шесть двухтопливных дизель-генераторов Wärtsilä, три 14V46DF мощностью 16030 кВт и три 12V46DF мощностью 13740 кВт. Двигатели могут работать как на природном газе, так и на дизельном топливе. Также установлен паротурбогенератор мощностью 2440 кВт. На судне предусмотрена возможность использования альтернативных источников энергии таких как топливные элементы (предусмотрена возможность установки в будущем) для производства электроэнергии и пресной воды. «Icon of the Seas» — первое судно компании Royal Caribbean, на котором применена подобная технология. В качестве движителей установлены три электрические гребные установки ABB Azipod XO2300-S3000 мощностью 20 МВт каждый, получающие питание от судовой электростанции через частотные преобразователи ABB ACS6080. В носовой части судна расположены 5 туннельных подруливающих устройств мощностью 4.5 МВт каждое. Вместимость танков СПГ: 1×2300 м3 и 1х2200 м3. Судно с постройки оборудовано системой подключения электропитания с берега, что позволит выключать судовые дизель-генераторы при стоянке в порту где имеется соответствующая инфраструктура, уменьшив тем самым загрязнение воздуха. В частности в порту Майами на причале Royal Caribbean к концу 2023 планируется ввести в эксплуатацию систему подачи электропитания судов с берега.. Судно оборудовано четырьмя установками обратного осмоса суммарной производительностью пресной воды 4400 м3/сутки.
Экипаж судна составляет 2350 человек, а вместимость — 5610 пассажиров при двухместном размещении или 7600 пассажиров при максимальной вместимости. В зависимости от сезона цена круиза в среднем составит 350 долларов США на одного пассажира.
Icon of the Seas имеет 20 палуб с семью бассейнами и шестью водными горками. Компания утверждает, что на корабле есть самый высокий водопад (17 метров), самая высокая водная горка, самый большой аквапарк и первый среди всех кораблей подвесной бесконечный бассейн.